# Problemówka

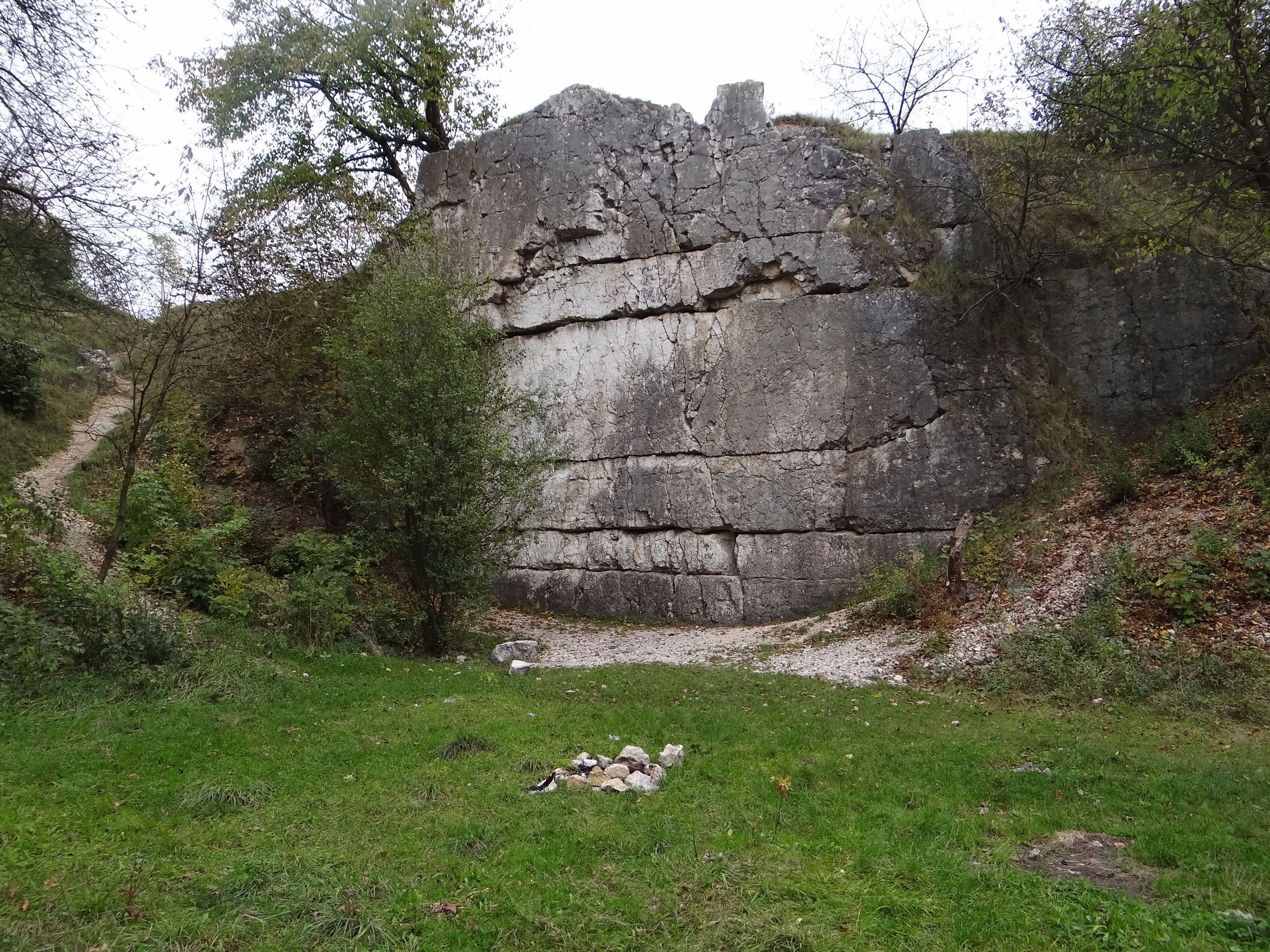

Problemówka – skała w północno-wschodniej części Zakrzówka w Dzielnicy VIII Dębniki w Krakowie. Uprawiana jest na niej wspinaczka skalna. Problemówka znajduje się na terenie uroczyska Skałki Twardowskiego będącego jednym z terenów rekreacyjnych Krakowa. Wspinanie odbywa się tutaj na skałach będących pozostałością dawnego kamieniołomu Kapelanka. Problemówka znajduje się na otwartym i płaskim terenie kamieniołomu między skałami Baba Jaga i Ciąża.
Zakrzówek to historyczny rejon wspinaczkowy, wspinano się tutaj już ponad 100 lat temu. Wspinała się tutaj m.in. czołówka krakowskich wspinaczy w latach 70. i 80. XX wieku. Problemówka to jedna z bardziej popularnych na Zakrzówku skał wspinaczkowych, w odróżnieniu bowiem od wielu innych ścian kamieniołomu cechuje się solidnymi chwytami bez kruszyzny. Jej zachodnia ściana ma wysokość do 12 m. W 2019 r. jest na niej 12 dróg wspinaczkowych o trudności od IV do VI.3 w skali polskiej. 9 dróg ma zamontowane stałe punkty asekuracyjne: ringi (r) i stanowiska zjazdowe (st).

## Drogi wspinaczkowe
1. Lewe ryski Problemówki VI-, 12 m,
2. Telewizorek V+, 12 m (4r+st),
3. Dupówka VI.2, 12 m (3r+st),
4. Superka VI.1+, 12 m (4r+st),
5. Diretka VI.1, 12 m (5r+st),
6. Lewa Knurówka V.1, 12 m,
7. Rysa główna V-, 12 m (4r+st),
8. Ogień z dupy VI.3, 12 m (3r+st),
9. Prawa Knurówka VI.1+, 12 m (3r+st),
10. Żółte ryski VI.+, 12 m (4r+st),
11. Przy kancie VI, 12 m (4r+st),
12. Kant Problemówki IV, 12 m[3].